# Changping, Guizhou
För andra betydelser, se Changping (olika betydelser).
Changping (kinesiska: 长坪, 务旮, 长坪乡) är en socken i Kina. Den ligger i provinsen Guizhou, i den centrala delen av landet, 1 500 km söder om huvudstaden Peking. Changping ligger 759 meter över havet och antalet invånare är 10 322. Befolkningen består av 5 006 kvinnor och 5 316 män. Barn under 15 år utgör 29,0 %, vuxna 15-64 år 60 %, och äldre över 65 år 9,0 %.